# Německé volby do říšského sněmu 1912

Výsledek voleb. Barvy odpovídají barvám v tabulce.

Německé federální volby 1912 se konaly 12. ledna 1912. Byly to poslední volby do Reichstagu před 1. světovou válkou a zároveň poslední volby v Německém císařství.
Volební účast byla kolem 85%, což je zhruba stejně vysoká jako v parlamentních volbách v roce 1907. SPD byla jasným vítězem voleb. Obdržela 4,25 milionu hlasů (34,8%) a 110 poslanců.
Druhou nejpočetnější skupinou bylo Centrum s 91 poslanci.
Vláda kancléře Theobalda von Bethmann-Hollwega ztratila hodně hlasů a křesel. V roce 1910 došlo ke sloučení několika levicových liberálních stran a nově založena strana se nazvala Pokroková lidová strana.

## Volební výsledek
| Politický směr                        | Politický směr                        | Politické strany                            | Politické strany | Hlasy      | Hlasy    | Hlasy      | Mandáty v Reichstagu | Mandáty v Reichstagu | Mandáty v Reichstagu |
| ------------------------------------- | ------------------------------------- | ------------------------------------------- | ---------------- | ---------- | -------- | ---------- | -------------------- | -------------------- | -------------------- |
| Politický směr                        | Politický směr                        | Politické strany                            | Politické strany | Počet      | Procenta | volby 1907 | Počet                | Podíl                | volby 1907           |
| Konzervatismus                        | Konzervatismus                        | Německá konzervativní strana (DKP)          |                  | 1 042 000  | 8,5 %    | ▼ −0,9 %   | 43                   | 10,8 %               | ▼ −17                |
| Konzervatismus                        | Konzervatismus                        | Svobodná konzervativní strana (DRP)         |                  | 367 000    | 3,0 %    | ▼ −1,2 %   | 14                   | 3,5 %                | ▼ −10                |
| Liberalismus                          | Pravicový                             | Národní liberální strana (NLP)              |                  | 1 663 000  | 13,6 %   | ▼ −0,9 %   | 45                   | 11,3 %               | ▼ −9                 |
| Liberalismus                          | Levicový                              | Pokroková lidová strana (FVP)               |                  | 1 497 000  | 12,3 %   | ▲ +1,3 %   | 42                   | 10,6 %               | ▼ −7                 |
| katolicismus                          | katolicismus                          | Centrum                                     |                  | 1 997 000  | 16,4 %   | ▼ −3,0 %   | 91                   | 22,9 %               | ▼ −14                |
| Socialismus                           | Socialismus                           | Sociálnědemokratická strana Německa (SPD)   |                  | 4 250 000  | 34,8 %   | ▲ +5,9 %   | 110                  | 27,7 %               | ▲ +67                |
| Národnostní menšiny Regionální strany | Národnostní menšiny Regionální strany | Poláci                                      |                  | 442 000    | 3,6 %    | ▼ −0,4 %   | 18                   | 4,5 %                | ▼ −2                 |
| Národnostní menšiny Regionální strany | Národnostní menšiny Regionální strany | Alsasko-Lotrinsko                           |                  | 162 000    | 1,3 %    | ▲ +0,4 %   | 9                    | 2,3 %                | ▲+2                  |
| Národnostní menšiny Regionální strany | Národnostní menšiny Regionální strany | Německo-hannoverská strana (DHP)            |                  | 85 000     | 0,7 %    | ▬ ±0,0 %   | 5                    | 1,3 %                | ▲+4                  |
| Národnostní menšiny Regionální strany | Národnostní menšiny Regionální strany | Dánové                                      |                  | 17 000     | 0,1 %    | ▬ ±0,0 %   | 1                    | 0,3 %                | ▬ ±0                 |
| Další                                 | Další                                 | Rolnická strana                             |                  | 234 000    | 1,9 %    | ▲ +0,2 %   | 7                    | 1,8 %                | ▼ −2                 |
| Další                                 | Další                                 | Antisemitské strany (několik menších stran) |                  | 300 000    | 2,5 %    | ▼ −0,6 %   | 10                   | 2,5 %                | ▼ −11                |
| Další                                 | Další                                 | Ostatní                                     |                  | 152 000    | 1,2 %    | ▼ −0,8 %   | 2                    | 0,5 %                | ▼ −1                 |
| Celkový                               | Celkový                               | Celkový                                     | Celkový          | 12 208 000 | 100,0 %  |            | 397                  | 100,0 %              |                      |